# Moinhos do Penedo
Os Moinhos do Penedo são um conjunto de dois moinhos de vento situados na antiga freguesia da Mina, na atual freguesia de Mina de Água, no Município da Amadora. Estes moinhos são testemunhos da importante actividade moageira desenvolvida por dezenas de moinhos em toda a zona ocidental da cidade de Lisboa.
Um dos moinhos do Penedo foi recuperado em 1998 pela Câmara Municipal da Amadora em colaboração com a TIMS-Portugal (Secção Portuguesa da Sociedade Internacional de Molinologia), com a consolidação da torre de alvenaria e a aquisição de um mastro, apresentando o aspecto exterior original. O interior sofreu obras de adaptação para receber a sede da TIMS-Portugal.
O outro moinho do Penedo está também em recuperação tendo em vista a sua adaptação a Observatório Astronómico.